# Antichrist Superstar
Antichrist Superstar è il secondo album in studio del gruppo musicale statunitense Marilyn Manson, pubblicato l'8 ottobre 1996 dalla Nothing Records e dalla Interscope Records.
Registrato ai Nothing Studios di New Orleans sotto la produzione di Trent Reznor dei Nine Inch Nails, si tratta di un'opera rock sviluppata in forma di concept album ed è il primo disco di una trilogia che comprende i successivi Mechanical Animals e Holy Wood (In the Shadow of the Valley of Death). Dopo la pubblicazione di quest'ultimo disco, Manson rivelò che la storia raccontata nella trilogia si svolge in ordine anticronologico; pertanto, Holy Wood inizia la storia, Mechanical Animals la continua e Antichrist Superstar la termina.
L'album ha venduto oltre sette milioni di copie in tutto il mondo, di cui 1,9 milioni solo negli Stati Uniti d'America. Furono estratti cinque singoli dall'album e questo venne accompagnato da un'autobiografia di Manson. Il gruppo supportò il disco con il controverso Dead to the World Tour. Il successo dell'album aumentò inoltre la popolarità dei Marilyn Manson e trasformò il frontman del gruppo in un'icona rock. L'album sollevò un coro di proteste da parte di gruppi religiosi e civili come la American Family Association per la presa di posizione chiaramente anti cristiana del gruppo, oltre alla natura trasgressiva e provocatrice dei loro brani e alle performance ed apparenza dei componenti del gruppo.

## Descrizione
Il titolo dell'album si rifà ironicamente al titolo del musical Jesus Christ Superstar di Andrew Lloyd Webber del 1971. Analogamente, il disco è un'opera rock che, in un articolo su Kerrang! scritto dal frontman della band, è descritta come un tributo a – e ispirata da – Friedrich Nietzsche, filosofo tedesco.
La storia narrata nel disco è divisa in tre parti ed inizia con la frase di Crowley "When you are suffering, know that I have betrayed you" ("Quando starai soffrendo, sappi che ti ho tradito"). Sullo sfondo c'è un mondo di vittime (i deboli, cioè gli schiavi di Nietzsche nella sua moralità del "dominante/schiavo") oppresse dalle "belle persone" (i dominanti), una plutocrazia del più forte il cui potere, in un doppio senso religioso e sessuale, è "proporzionale alle dimensioni della loro guglia" e la cui autorità è il darwinismo sociale portato all'estremo — sono "giustificati" dall'esistenza dei deboli. Tra questa realtà c'è una figura sciagurata, insignificante e vittima di abusi, il protagonista, chiamato The Worm, Il Verme, che aspira a diventare parte dell'élite. Lui viene respinto, non è accettato e per questo, dopo essersi crogiolato nel dolore e nell'autocommiserazione per tempo, decide di realizzare la sua volontà di potenza e afferrare l'autorità con le sue stesse mani. Il disco descrive nel dettaglio il suo cammino verso l'affermazione, presentato metaforicamente come la metamorfosi di un verme in angelo.
Nel suo cammino verso il potere, si reinventa dapprima come un carismatico demagogo e ierofante, chiamato Little Horn, il "Piccolo Corno", allo scopo di dare realtà ai suoi intenti di autodeterminazione ed autorealizzazione e per farsi strada in una nuova metanarrazione al posto dell'ideale finora regnante. Nonostante ciò, il Piccolo Corno è autopunitivo, con molti dubbi su di sé derivanti dal suo ego precedente. Le persone reagiscono alla sua rivoluzione con adorazione e adulazione. In questo modo, anche se lui ha successo nel raggiungere i suoi scopi, diventa presto disilluso e inizia a disprezzare quei discepoli adoranti e servili quando si rende conto che non sono interessati ad essere salvati e si accontentano di restare deboli, oppressi e senza personalità. È a seguito di questo fallimento intollerabile che inizia la fase finale del suo progetto. Morendo nella forma del verme, il Piccolo Corno rinasce sotto pressione intensa, svuotando il suo bozzolo dal disprezzo di sé, dalla colpevolezza e dagli abusi che hanno segnato il Verme e acquisendo straziante bellezza, per "ottenere le sue ali".

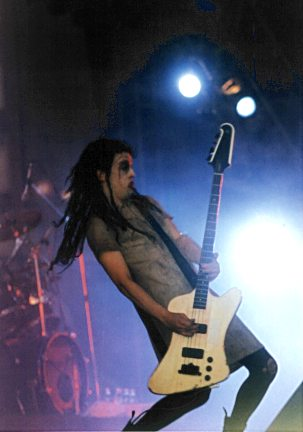
Twiggy Ramirez in concerto durante il tour di Antichrist Superstar, il Dead to the World Tour.

Avendo superato la sua natura meno evoluta, tutto ciò che ha lasciato indietro sono la sua amarezza e il suo disincanto. Ha perso la sua abilità nell'avere empatia per chiunque e, a seguito di questa sua nuova fama e fiducia in sé stesso, si ripropone di diventare il penultimo iconoclasta della cultura della guerra, un Oltreuomo Nietscheiano che chiama sé stesso Antichrist Superstar (o alternativamente The Disintegrator, "il Disintegratore"), avendo concluso che ciò che le persone realmente vogliono è quello che lui ha desiderato distruggere. Non meritano più salvezza. Per questo motivo, adotta come suo motto personale l'epiteto "When you are suffering, know that I have betrayed you" ("Quando starai soffrendo, sappi che ti ho tradito") mentre si lascia trascinare in un vortice di nichilismo e misantropia, andando contro tutti e distruggendo tutto.
Esaurito e sconsolato, nel Minute of Decay ("minuto di decadimento") dice "I'm on my way down now, I'd like to take you with me. I'm on my way down" ("Sono sulla mia strada verso il declino, vorrei portarvi con me. Sono sulla mia strada verso il declino") mentre si imbarca in una campagna apocalittica in terra bruciata, affermando "your world is an ashtray, we burn and coil like cigarettes [...] it's the nature of the leeches, the virgins [to feel] cheated, you've only spent a second of your life" ("il vostro mondo è un portacenere, noi bruciamo e ci arrotoliamo come sigarette [...] è la natura delle sanguisughe, le vergini si sentono tradite, avete passato solo un secondo della vostra vita") e riducendo il mondo come la pupilla di un occhio nella misura di un foro di proiettile, "one shot and your world gets smaller" ("un colpo e il vostro mondo diventa più piccolo"). Inizia a distruggere tutto e tutti, inclusi sé stesso e la sua rivoluzione, dichiarando "pray your life was just a dream, the cut that never heals [...] the world in my hands, there's no one left to hear you scream [...] no one left for you" ("prega che la tua vita sia stata solo un sogno, la ferita che non si rimarginerà mai [...] il mondo nelle mie mani, non è rimasto nessuno a sentirti gridare [...] non è rimasto nessuno per te". Appena riduce tutto al nulla, inizia a capire che "when all of your wishes are granted, many of your dreams will be destroyed" ("quando tutti i tuoi desideri sono esauditi, molti dei tuoi sogni saranno distrutti").

## Promozione

### Confezione
Antichrist Superstar è stato distribuito l'8 ottobre 1996 negli Stati Uniti d'America in vari formati. L'edizione CD presenta una confezione elaborata, consistente in una copertina nera in cartoncino che copre la custodia del disco, con grafiche di Manson sia sul fronte che sul retro. Sul retro è presente anche il logo rosso Superstar Shock e i numeri romani IX, VI, III e VII. Il libretto contiene immagini della band, un'immagine della metamorfosi del verme (The Worm) in angelo, diagrammi medici, i testi di tutte le canzoni e le note di copertina, le quali includono ringraziamenti tradizionali e crediti così come una precisazione alquanto curiosa sotto il testo di Irresponsible Hate Anthem, che indica che il brano è stato registrato dal vivo il 14 febbraio 1997 nonostante l'album sia stato pubblicato nell'ottobre 1996. Inoltre, sulla copertina frontale del disco c'è un cerchio circondato dalle parole Heart, Mind, Complacent e Malice (Cuore, Mente, Compiaciuto e Malizia), ottenute unendo rispettivamente le parole Heaven/Comfort, Minister/Fiend, Complaisant/Magnificent and Master/Lice (Paradiso/Benessere, Ministro/Demone, Compiacente/Magnifico e Padrone/Pidocchio). Il libretto contiene anche riferimenti al capitolo dodicesimo dell'Apocalisse di Giovanni nella Bibbia, dal primo al quinto versetto.
L'album, nonostante contenga un "buco" di silenzio lungo diversi minuti (sono presenti 82 tracce della durata di 4 secondi ciascuna, tranne la prima e l'ultima che durano rispettivamente 9 e 5 secondi), è ciclico, dato che sia i primi secondi di apertura che quelli di chiusura includono la frase distorta "When you are suffering, know that I have betrayed you" ("Quando starai soffrendo, sappi che ti ho tradito"). Quando l'album è posto in ripetizione, si nota come il tempo musicale della frase pronunciata all'inizio combacia con quello della stessa, pronunciata alla fine del disco. I nomi degli ultimi due cicli del disco sembrano essere riferimenti ad altrettanti film del regista d'avanguardia Kenneth Anger: Inauguration of the Pleasure Dome e Lucifer Rising.

### Singoli
Il primo singolo estratto dal disco è stato The Beautiful People, accompagnato il 22 settembre 1996 da un videoclip diretto da Floria Sigismondi. Stando alle dichiarazioni di Manson, il titolo del brano è stato ispirato da un libro di Marilyn Bender uscito a metà degli anni sessanta e contenente informazioni sulla vita della famiglia Kennedy, sulla politica, la moda e la cultura. Il singolo fu certificato disco d'oro dalla RIAA e divenne uno dei più ascoltati negli Stati Uniti posizionandosi al 26º posto della Alternative Airplay di Billboard, mentre nel Regno Unito arrivò fino al 18º posto. L'emittente musicale VH1 ha inserito questo singolo al 28º posto nella classifica delle 40 canzoni metal migliori di sempre (40 Greatest Metal Songs).
Come secondo singolo è stato scelto Tourniquet, uscito come tale l'8 settembre 1997 e anch'esso accompagnato da un videoclip diretto da Sigismondi. In questo videoclip, Manson (che appare senza il caratteristico trucco in viso) è un umanoide che si muove per mezzo di ruote. La band utilizza una gran varietà di bizzarri costumi in ogni scena.
Il terzo singolo è stato Cryptorchid, promosso da un video diretto da E. Elias Merhige e che mostra immagini dal film sperimentale Begotten dello stesso regista alternate con scene di Manson.
Il quarto singolo è stato l'omonimo Antichrist Superstar. Il videoclip, nuovamente diretto da Merhige, mostra Manson su un podio che riporta il simbolo di un fulmine (il logo "Superstar Shock"); in una scena, Manson strappa una Bibbia e poi la getta tra il pubblico. Prima della data pianificata per la sua pubblicazione, il video fu proiettato in anteprima al San Francisco Film Festival del 1997, ma la Interscope Records fu allibita dalla qualità dello stesso e ne impedì la pubblicazione.
Man That You Fear è stato l'ultimo singolo estratto da Antichrist Superstar. Il videoclip fu diretto da W.I.Z. e rappresenta un adattamento del racconto breve La lotteria di Shirley Jackson. Il video contiene anche riferimenti simbolici al film The Wicker Man del 1973 e a Santa Sangre di Alejandro Jodorowsky, del 1989.

## Accoglienza
| Recensione           | Giudizio |
| -------------------- | -------- |
| AllMusic             |          |
| Robert Christgau     | Bomb     |
| Rolling Stone        |          |
| Entertainment Weekly | B        |
| Sputnikmusic         |          |

Lorraine Ali di Rolling Stone commentò che «L'ascesa di Marilyn Manson segna la fine del realismo punk nel rock & roll [...] l'effetto stratificato della musica richiama quella dei Ministry, ma l'esecuzione di Marilyn Manson non è così ottusa. Invece, 'Antichrist Superstar' si dibatte con un'atmosfera giusta, sinistra e derisoria [...], prima di sbandare fuori dalle ombre con percussioni martellanti e feedback carichi di staticità [...] Per tutte le attrazioni dell'album, la band potrebbe aver compresso 'Antichrist Superstar' in una più potente esplosione malefica». Jim Farber di Entertainment Weekly commentò «Con Antichrist Superstar, Manson offre una combinazione tra un concept album antico e un meschino sfruttamento [...] per essere all'altezza dei suoi scatti antisociali, Manson offre chitarre stridenti di metallo e bassi che tintinnano morte, lasciando che il suo grido deformato sia la ciliegina avvelenata sulla torta [...] Almeno la depravazione altolocata di Manson ha il suo personale e malato charme». Stephen Thomas Erlewine di AllMusic ha commentato «Anche se i dettagli sonori rendono intrigante l'ascolto di 'Antichrist Superstar', non è così estremo come avrebbe potuto essere — in particolare, le chitarre sono sorprendentemente anemiche, suonano come vuoti ronzanti invece che come ingombranti motoseghe. Considerato ciò, è un album inaspettatamente coeso e resterà la dichiarazione definitiva di Marilyn Manson».
Secondo il portale AcclaimedMusic.net, Antichrist Superstar è il 14° migliore album del 1996, il 180° migliore album pubblicato negli anni novanta e il 973° migliore album di tutti i tempi. Nel 2001 la rivista Q nominò Antichrist Superstar come uno dei 50 dischi più heavy di tutti i tempi. Nel 2006 le riviste britanniche Classic Rock e Metal Hammer inclusero Antichrist Superstar tra i 200 migliori album degli anni novanta. Inoltre, nel 2001 Classic Rock inserì l'album al 92º posto nella classifica dei 100 migliori album rock di sempre.
La versione francese della rivista inglese Rock Sound posizionò Antichrist Superstar 11° nella loro classifica dei 150 migliori album della nostra vita (1992-2006) e 13° nella classifica degli Album dell'anno 1996. Kerrang! nomina Antichrist Superstar al terzo posto nella loro classifica degli Album dell'anno 1996, 14° nella loro classifica dei 100 album da ascoltare prima di morire e 88° nella classifica dei 100 migliori album rock.
La rivista olandese Muziekkrant OOR inserì Antichrist Superstar alla posizione 109 nella loro classifica degli album dell'anno 1996. Rolling Stone nominò nel 1999 Antichrist Superstar tra gli album essenziali degli anni novanta e lo inserì all'84ª posizione nella loro classifica dei 100 migliori album degli anni novanta. nel 2010 L'album è inoltre menzionato nel libro Albums: 50 Years of Great Recordings.
La rivista inglese Record Collector nomina l'album tra i loro 10 album classici di 21 generi per il XXI secolo. La rivista tedesca Visions considera l'album 37° nella sua classifica degli Album più importanti degli anni novanta. La francese Fnac inserì l'album al 606º posto nella loro classifica dei 1000 migliori album di tutti i tempi. Inoltre, la rivista musicale francese Rock & Folks nomina Antichrist Superstar tra i Migliori album dal 1963 al 1999. Nel 2008 Consequence identificò Antichrist Superstar come un classico moderno nella loro "Dusting 'Em Off" grazie al suo impatto sociale e controculturale negli ultimi anni novanta. L'album è incluso anche nel libro 1001 Albums You Must Hear Before You Die.
| Pubblicazione      | Paese       | Riconoscimento                                                                  | Anno | Posizione |
| ------------------ | ----------- | ------------------------------------------------------------------------------- | ---- | --------- |
| AcclaimedMusic.net | Stati Uniti | Greatest Records Of All Time                                                    | 1996 | 973°      |
| Q                  | Regno Unito | Top 50 Heaviest Albums Of All Time                                              | 2001 | *         |
| Classic Rock       | Regno Unito | The 200 Greatest Albums of the 90s                                              | 2006 | *         |
| Metal Hammer       | Regno Unito | The 200 Greatest Albums of the 90s                                              | 2006 | *         |
| Rock Sound         | Francia     | Albums of the Year                                                              | 1996 | 13°       |
| Kerrang!           | Regno Unito | 100 Greatest Rock Albums                                                        | 2006 | 88°       |
| Muziekkrant OOR    | Paesi Bassi | Albums of the Year                                                              | 1996 | 109°      |
| Rolling Stone      | Stati Uniti | The 100 Greatest Albums of the 90s                                              | 2000 | 84°       |
| Record Collector   | Regno Unito | 10 Classic Albums from 21 Genres for the 21st Century                           | 2000 | *         |
| Visions            | Germania    | The Most Important Albums of the 90s                                            | 2000 | 37°       |
| FNAC               | Francia     | The 1000 Best Albums of All Time                                                | 2011 | 606°      |
| Rock & Folk        | Francia     | The Best Albums from 1963 to 1999                                               | 2000 | *         |
| Esli Jacinte       | Stati Uniti | 1001 Albums You Must Hear Before You Die (The top 150 Albums of the Generation) | 2006 | *         |

## Dead to the World Tour
Dopo la pubblicazione di Antichrist Superstar, Marilyn Manson si imbarcò in un tour mondiale negli stadi, intitolato Dead to the World Tour. Iniziato il 5 settembre 1996 e terminato il 16 settembre 1997, il tour fu composto da otto trance comprendenti Europa, Giappone, Oceania, Hawaii, Nordamerica e Sudamerica per un totale di 175 spettacoli.
Fu realizzato un film con gli spezzoni dei vari concerti, che fu pubblicato il 10 febbraio 1998 in formato VHS dalla Interscope Records con il titolo Dead to the World. Contiene spezzoni di brani eseguiti dal vivo durante i concerti in tutto il mondo. Apple of Sodom, Lunchbox, Rock 'n' Roll Nigger, Sweet Dreams (Are Made of This) e una serie di canzoni tratte dall'album Antichrist Superstar sono presenti nella distribuzione.

## Tracce
Testi di Marilyn Manson, eccetto dove indicato.
- Cycle I: The Heirophant

1. Irresponsible Hate Anthem – 4:17 (testo: Marilyn Manson, Twiggy Ramirez – musica: Daisy Berkowitz, Madonna Wayne Gacy)
2. The Beautiful People – 3:38 (musica: Twiggy Ramirez, Marilyn Manson)
3. Dried Up, Tied and Dead to the World – 4:16 (musica: Marilyn Manson, Twiggy Ramirez)
4. Tourniquet – 4:29 (musica: Daisy Berkowitz, Twiggy Ramirez)

- Cycle II: Inauguration of the Worm

1. Little Horn – 2:43 (musica: Twiggy Ramirez, Trent Reznor)
2. Cryptorchid – 2:44 (musica: Madonna Wayne Gacy)
3. Deformography – 4:31 (musica: Twiggy Ramirez, Trent Reznor)
4. Wormboy – 3:56 (musica: Daisy Berkowitz, Twiggy Ramirez)
5. Mister Superstar – 5:04 (musica: Twiggy Ramirez)
6. Angel with the Scabbed Wings – 3:52 (musica: Marilyn Manson, Twiggy Ramirez, Madonna Wayne Gacy)
7. Kinderfeld – 4:51 (musica: Twiggy Ramirez, Madonna Wayne Gacy)

- Cycle III: Disintegrator Rising

1. Antichrist Superstar – 5:14 (musica: Twiggy Ramirez, Madonna Wayne Gacy)
2. 1996 – 4:01 (musica: Twiggy Ramirez)
3. Minute of Decay – 4:44 (musica: Marilyn Manson)
4. The Reflecting God – 5:36 (musica: Twiggy Ramirez, Trent Reznor)
5. Man That You Fear – 6:10 (musica: Twiggy Ramirez, Marilyn Manson, Madonna Wayne Gacy, Daisy Berkowitz)

1. Track 99 – 1:39 (musica: Twiggy Ramirez, Marilyn Manson, Madonna Wayne Gacy, Daisy Berkowitz) – traccia fantasma

Note
- Il brano Man That You Fear e quello fantasma Track 99 sono separati da 82 tracce di silenzio.
- Anche se composto da tre cicli, l'album è stato pubblicato come un disco unico, similmente ai quattro cicli di Holy Wood (In the Shadow of the Valley of Death) (2000).
- La traccia fantasma Track 99 viene ridenominata in Ghost Track nella raccolta Marilyn Manson Collection.

## Formazione
Gruppo
- Marilyn Manson – voce, chitarra, flauto di Pan
- Daisy Berkowitz – chitarra solista e chitarra ritmica
- Twiggy Ramirez – chitarra solista e ritmica, chitarra acustica, basso
- M.W. Gacy – tastiera, loop, altri pezzi originali di informazioni audio a 16 bit
- Ginger Fish – batteria, programmazione

Altri musicisti
- Sean Beavan – chitarra, guitar synth, produzione, ingegneria, montaggio, missaggio
- Trent Reznor – mellotron, chitarra, Fender Rhodes, produzione, montaggio, missaggio
- Robin Finck – chitarra
- Danny Lohner – chitarra
- Chris Vrenna – batteria, programmazione, ingegneria, montaggio

Produzione
- Dave Ogilvie – produzione, programmazione, ingegneria, montaggio, missaggio
- Brian Pollac – assistenza produzione e ingegneria
- Tom Baker – mastering
- P. R. Brown – illustrazioni digitali, design
- Dean Karr – fotografia

## Classifiche
| Classifica (1996) | Posizione massima |
| ----------------- | ----------------- |
| Australia         | 41                |
| Austria           | 37                |
| Finlandia         | 13                |
| Francia           | 116               |
| Germania          | 100               |
| Nuova Zelanda     | 5                 |
| Regno Unito       | 73                |
| Stati Uniti       | 3                 |
| Svezia            | 50                |
| Ungheria          | 21                |